# Борохів

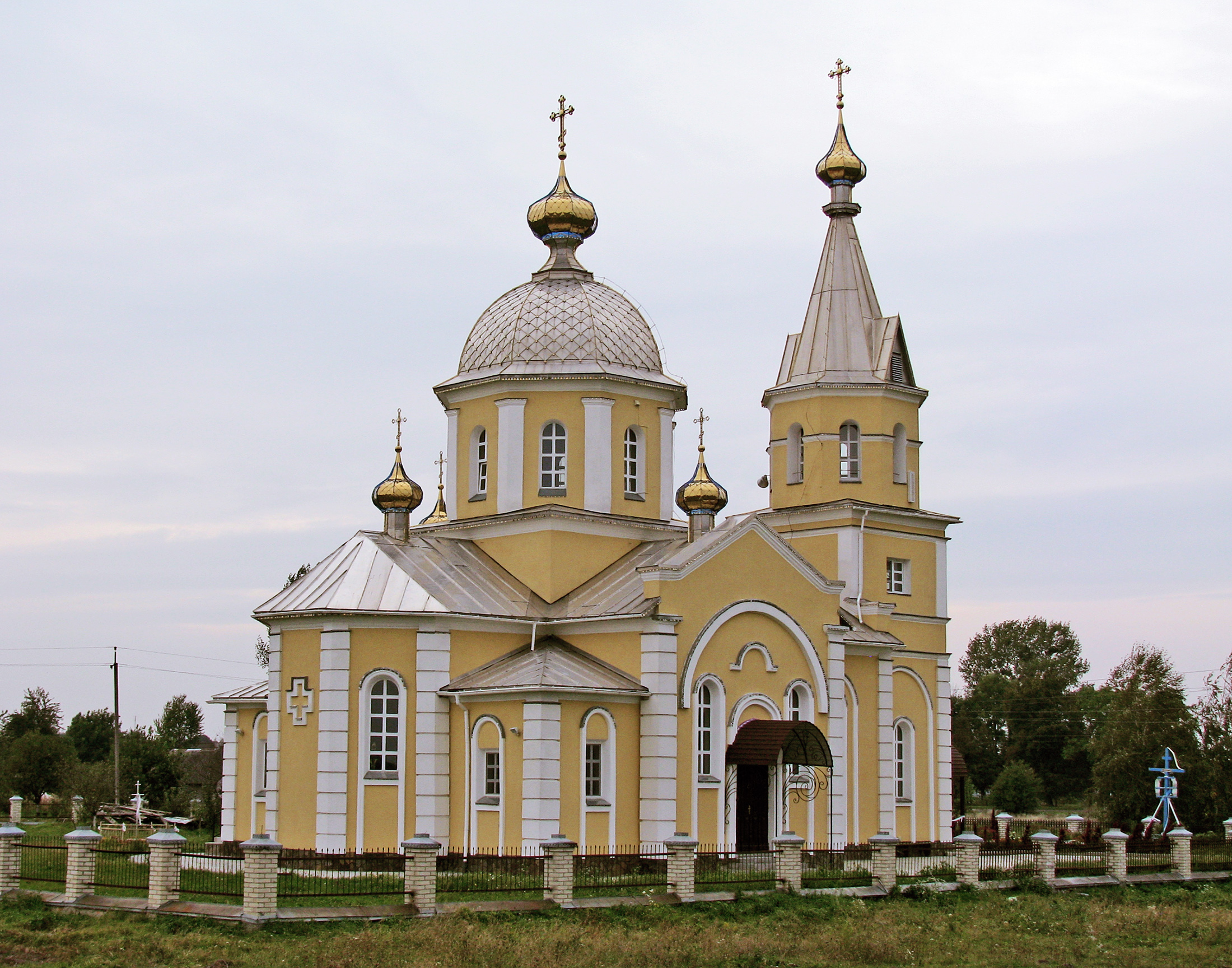
церква св. Іоанна Богослова у селі Борохів

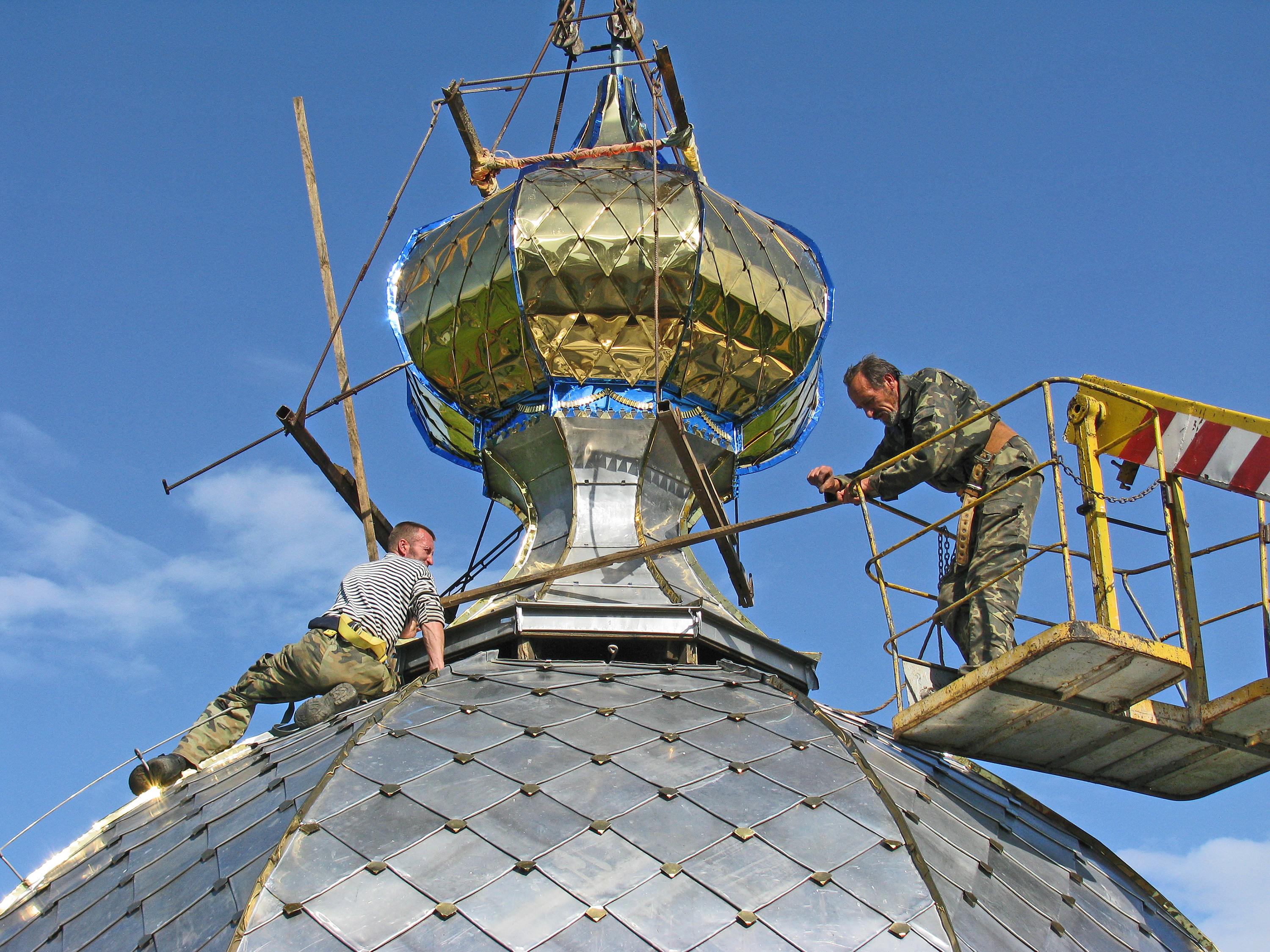
Історичний момент 9 липня.2010 року: монтаж куполу храму в с. Борохів. Будівельники, місцеві жителі Дмитро Бурков (зліва) та Володимир Поліщук (справа) під час установки.

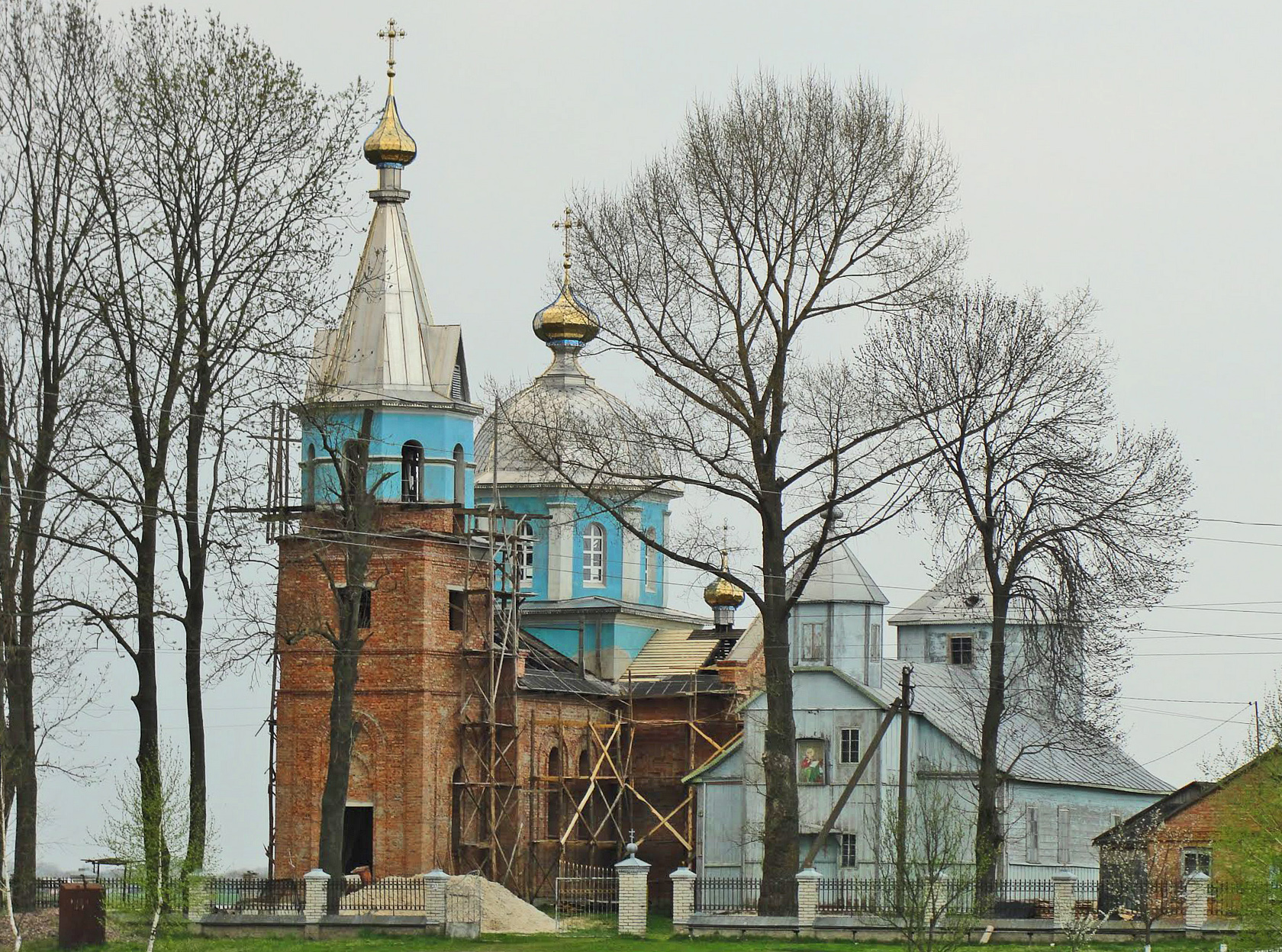
Нова церква під час будівництва поряд зі старою у с. Борохів. 2011 рік

Бо́рохів — село в Україні, у Луцькому районі Волинської області. Входить до складу Підгайцівської сільської громади. Населення становить 1054 осіб.

## Історія
Сучасні історики подають нам дуже мало відомостей про минуле села Борохів Ківерцівського району. Зокрема у книзі «Історія міст i сіл УРСР. Волинська область» (Київ, 1970), на сторінці 308 про цей населений пункт сказано лише кілька речень. Говорячи про давню історію Борохова історики обмежуються лише одним абзацом: 
« Поблизу села Вишнів Борохівської сільської ради виявлено залишки поселения доби бронзи (2 тис. до н. е.), а також селища i кургани давньоруських часів (9-13 ст.). Біля Борохова знаходиться великий могильник, який складається з 300 курганів давньоруського часу (10-13 ст.).»
Наступні відомості про це село відносяться до 16 ст. В книзі Олександра Цинкаловського «Стара Волинь i Волинське Полісся» в книзі говориться: 
« Село Борохів Луцького повіту знаходиться недалеко від Ківерець. Згідно з ревізією луцького замку 1545 року було це село замкове, надане Якубові за відібране с. Сад1в, а під час ревізії належало воно до Богдана Семашка, землянина Волинського. В 1570 р належало до Петра Олеси, який платив з 6 дим., 6 город., 3 боярів путинних. В 17 ст. була ця власність Катерини Четвертинської, в 1643 р. мало 71, а в 1650 -59 дим. На початку 20 ст. більша власть Перетятковичів -422 дес, i до шших — 450 дес.»
Дуже ціним джерелом по вивченню icтopii с. Борохів є «Клірові відомості церков Луцького повіту» за 1797, 1799, 1800, 1801, 1802, 1868 та наступні роки, до 1911 р. включно. Ці «Клірові відомості» зберігаються у фонді № 35 під описом № 5 у державному apxiвi Волинської області. У них містять дані про кількість прихожан, про стан парафіяльної церкви, про священиків i псаломщиків, які служили у цій церкві. 3 історією самого села нерозривно пов'язана i історія Борохівської церкви св. Іоана Богослова.
До 17 січня 2019 року — адміністративний центр Борохівської сільської ради Ківерцівського району Волинської області.
У 2018 —  2020 рр. у складі Липинської сільської громади.
19 липня 2020 року, в результаті адміністративно-територіальної реформи та ліквідації Ківерцівського району, село увійшло до складу Луцького району.

## Населення
Згідно з переписом УРСР 1989 року чисельність наявного населення села становила 1029 осіб, з яких 477 чоловіків та 552 жінки.
За переписом населення України 2001 року в селі мешкали 1042 особи.

### Мова
Розподіл населення за рідною мовою за даними перепису 2001 року:
| Мова       | Відсоток |
| ---------- | -------- |
| українська | 99,62 %  |
| російська  | 0,38 %   |

## Історія храму св. апостолаІвана Богослова
В документі, знайденому в архівах, говориться про збудування в с. Борохів храму насельниками Почаївського монастиря.

#### ДОКУМЕНТ
Тридцать первый документ, на котором показаны страницы: ССХХІІІ-ССХХІУ. говорит нам о том, что случилось в окрестностях монастырей и в самих монастирях подчиненных монастырю Почаевскому в 1362 году. Подлинный текст з этого документа следующий:
« Року ——- ‘почели будовати храмины в князьстве русском в окрести монастырей прелегоша монастырю Почаева.
В седалины Барахина збудоваша храмину пань Тарнода и тако освяти в день мая законницы монастыря Почаева Іоан и Макарій. В седалини Красовци збодоваша храмину свят. Тройци пан Пузань тако освяти в день св. Тройци законницем Луцею монастиря Ладанова. В седалини Пузири збудоваша храмину пань Пузирь и тако освяти законниць монастиря того Лука в день– маіа.
В гради Хростова почели будовати храмину вознесеніа Іс. Хр. законници монастиря Бедогородска на власни сумми Петр Пузин и Миколай Ливич.»
Про саму Борохівську церкву св. Іоана Богослова перша документальна згадка відноситься до 1 листопада 1777 року. Це була так звана «Презента» Борохівської церкви — документ на право володіння церкви орними землями та пасовищами в п'яти урочищах навколо села, який було видано Луцькою уніатською духовною консисторією. Це свідчить про те, що церква була під владою уніатів. У 1795 році Луцький повіт, у тому числі і село Борохів, перейшли до складу Російської імперії і вже у 1799 році, як свідчать «Клірові відомості» за цей рік, церква була вже православною.

Цей же документ подає нам дуже корисні, але цікаві та змістовні відомості про цю церкву: 
«В селі Борохів церква св. Іоана Богослова, дерев'яна і до священослужіння придатна. В с. Борохів священника немає, тимчасово обслуговує цей прихід — настоятель церкви в с. Куликовичі свящ. Стефан Дашкевич. Дяк цього приходу — Олександр Підгашинський. До церкви приписано землі ораної — на 10 десятин, сінокосу -10 косарів.»
Клірові відомості за 1812 р містять такі дані: 
настоятель церкви Іоана Богослова в с. Борохів є свящ. Герасим Зенькевич, якому ЗО років, дякує Павло Григорієв — 49 років. При церкві присадибної землі з городом на 2 дес, в урочищі від Піддубців на дес. 7, в урочищі від Ківерців на дес. 6, в урочищі за Корчмами — на 1 десятину. Сінокоси: при церковному городі на 5 косарів, в урочищі Рудне на 3 косарі, в урочищі Піддубці на 1 косар. Число приходських дворів -56, чоловіків — 225, жінок -205.
Саме с. Борохів у цей період, як свідчать «Клірові відомості» за 1821 рік, рахувалося як володіння ксьонзів Тринітаріїв Луцьких, а також інших поміщиків Луцьких. Ксьонзи Тринитарії Луцькі — це були монахи Луцького римо-католицького монастиря Ордену Тринітаріїв, якому належали великі земельні площі по всій Волині. «Кліросні відомості» наступних років описують стан церкви, кількість прихожан, хто в ній служив і хто дякував, а також і землі, які їй належали. Так «Клірові відомості» за 1837 р містять: 
«с. Борохів, церква Іоана Богослова. Побудована невідомо коли і ким, дерев'яна з такою дзвіницею, міцна. Землі — 14 десятин, сінокосу -2 десятини. Приписані до цієї церкви: с. Звірів церква Свято-Воскресенська, с. Бощин, Свято-Покровська, с. Піддубці — Різдва-Богородиці». 
Коли у 1835 р Свято-Покровська церква була розібрана, то її дерево було використано на огорожу церковного подвір'я Іоано-Богословської церкви с. Борохів.
Більш обширні і точніші відомості про самостійну Іоано-Богословську церкву с. Борохів містяться у «Клірових відомостях» за 1868 р.: "Престол в цій церкві один в честь св. ап. і євангеліста Іоана Богослова. Церковно утварю забезпечена. Є свій священик і дяк. Землі при ній 3 десятини. Будинок для священика побудований у 1823 році, дерев'яний, разом із школою на кошти прихожан. На утримання священно-і церковно-служителів в рік виділяється 136 рублів сріблом.

Останні «Клірові відомості церков Луцького повіту», які збереглися до нашого часу, відносяться до 1911 р. Вони подають такі відомості про Борохівську парафію: 
"В селі Борохів Луцького повіту церква одна-св. ап. єв. Іоана Богослова. Побудована 1878 р. Будівля дерев'яна;на кам'яному фундаменті, дзвіниця дерев'яна, в одному з'єднані, міцна, покрита залізом. Престол один, утварю забезпечена, зарплата священика 400 рублів, і псаломщика — 100 рублів.
Село Борохів було відоме на весь Луцький повіт тим, що у місцевій церкві св. Іоана Богослова знаходилась благодатна ікона св. муч. Іустина. У 1910 р для вшанування цієї ікони у Борохів приїзджав архієп. Житомирський і Волинський владика Антоній (Храїіовицький). Очевидно, ця ікона загинула разом з старим дерев'яним храмом під час бойових дій у 1941 році у період Великої Вітчизняної війни.
Борохівська парафія у 19-му ст. була однією з найбільших у Луцькому повіті. За свідченням старожила села В. І. Костюка, сюди входили громади сіл Сапогова, Ківерців, Новокотова. За архівними відомостями з 1800 по 1848 роки до Борохівської парафії була і приписною громада с. Піддубці, у якій на цей час не було свого священника («Історія Піддубецької парафії» ст.6)
У 1841 р.(імовірно, після пожежі у Піддубецькій церкві) у архівах знходимо, що приписними до Борохівської церкви є громади сіл Ботин, Піддубці, Звірів, Вороги.
У 1878 р. було побудовано добротну, величну церкву хрестоподібної форми (хори на балконі в ній доходили аж до вівтаря).
Під час бойових дій 27-28 червня 1941 р. церква згоріла. Побутує думка, що в споруду церкви, у якій було відчинено віконниці дзвінниці, вцілив снаряд. Можливо ті, хто обстрілював село, думали, що на дзвінниці знаходиться наводчик, хоча, можливо, що віконниці просто забув зачинити староста.
Як свідчила мешканка села Ольга Климівна Поліщук, перед боєм борохівці, рятуючись від обстрілу, полишили село. Та все ж в церковній караулці залишилась дячиха, яка з палаючого храму винесла напрестольне Євангеліє та деякі метричні книги.
Зразу ж після пожежі 1941 р., при німцях, у приміщенні школи с. Вишнів було (відкрито тимчасову церкву, яка припинила своє існування з приходом Радянської влади у 1945 р.
Цього ж року три мешконці Борохова добились дозволу від влади на перевезення старої недіючої церкви з с. Гайового, яка раніше належала польській Колонії Шепража (нині цс с. Озеро). Перевезенням храму керував Священнослужитель Євген Євсейович Сльозко. В розібраному вигляді її перевозили на підводах жінки, діди, діти. Головними майстрами на будівництві  були Панасюк Павло, Юрчук Йосип, Гаврилюк Михайло та Петрук Матвій. Змонтована та частково перероблена вона була освячена на честь святого апостола і євангеліста Іоанна Богослова в 1947 р. в день Введення в храм Присвятої Богородиці.
За словами старожила В. І. Костюка, цвинтар села відноситься до 17-го ст. Через Борохів до с. Піддубці проходила вузькоколійка, по якій сліпий(?) кінь возив вагончик з глиною для випікання цегли. Глину брали на околиці села в напрямку с. Сапогова.
28 червня 2014 року було освячено новозбудований храм з цегли, будівництво якого тривало десять років. Стару дерев'яну церкву розібрали. Іконостас старої церкви передали у нову церкву Волинської ікони Божої Матері, яку збудували за кілька місяців і освятили 20 вересня 2014 року. Церква зі старим іконостасом від борохівського храму знаходиться у м. Луцьк за адресою вул. Львівська, 71.
Документи Державного архіву Волинської області подають нам відомості про таких церковно-служителів Борохівської парафії Святого Іоана Богослова.
1. Элисей Чередович (був настоятель у 1797—1799 рр.)
2. Стефан Шашкевич (1798—1800 рр.)
3. Герасим Зянькевич (1800—1845 рр.)
4. Миколай Ясинський (1845—185 брр.)
5. Йосиф Лотоцький (1857—1861 рр.)
6. Володимир Лотоцький (1861—1884 рр.)
7. Леонід Самолов (1884—1911 рр.)
8. Філарет Міляшкевич (1920—1930 рр.)
9. Пилип Тимощук (1963—1968 рр.)

Інші церковнослужителі Борохівської парафії:
1. Дяк Олександр Подчашинський (1797—1804 рр.)
2. Пономар Ізраїль Райковський (1797—1798 рр.)
3. Дяк Іоан Подчашинський (1804 р.)
4. Пономар Василій Капустинський (1800—1804 рр.)
5. Дяк Василій Кіпрачинський (1821—1834 рр.)
6. Дяк Прокопій Кіпрачинський (1821 р.)
7. Заштатний дяк Павло Кіпрачинський (після 1821 р.)
8. Пономар Антоній Зинькевич (1827—1856 рр.)
9. Псаломщик Антон Антонович Зинькевич (1850 р.)
10. Дяк Олександр Кравз (1858—1873 рр.)
11. Дяк Никифор Житкевич (1834—1856 рр.) 12.Дяк Лонгін Лотоцький (1873—1882 рр.)
12. Псаломщик Миколай Кошланський (1879—1882 рр.)
13. Псаломщик Феодор Теодорович (1883—1911 рр.)

## Відомі люди
- Якимчук Микола — 1-й командир Воєнної Округи УПА «Турів». Загинув у селі.